# Dimitri Piot
Pour les articles homonymes, voir Piot.
Dimitri Piot, né le 30 octobre 1979 à Bruxelles (région de Bruxelles-Capitale), est un dessinateur, auteur de bande dessinée belge.

## Biographie
Dimitri Piot naît le 30 octobre 1979 à Bruxelles,. Il suit des études d’art à Namur avant d’entrer à l’Institut Saint-Luc de Bruxelles en section bande dessinée. Après ses études, pendant quelques mois, il est l’apprenti de Frédéric Dufoor, peintre de figuration réaliste. Pour les Éditions Casterman, il collabore durant deux ans sur des livres d’histoire avec Jacques Martin, le créateur d’Alix,.
En 2009, Dimitri Piot scénarise et dessine Koryu d’Edo, paru dans la « collection Carrément BD » aux Éditions Glénat. Dans ce livre, il commence à expérimenter la narration à travers le mouvement artistique japonais Ukiyo-E,.
En 2017, chez les Éditions de la Crypte tonique, il signe Salaryman, le deuxième blow book, une bande dessinée d'un format de 11 cm sur 8 cm, comprenant 200 pages au rythme d’une case par page ; un livre réalisé en résonance au Dick Bos de 1942 du Néerlandais Alfred Mazure.
Dimitri Piot travaille pour des ouvrages collectifs, des revues, des livres d’illustrations et la presse. Il a collaboré avec le romancier Vincent Engel, avec l’architecte designer milanais Italo Rota (it) et avec Pascal Jacob,,,,,. 
D’octobre 2016 à mars 2017, Dimitri Piot est artiste invité aux Musées Royaux d’art et d’histoire de Bruxelles, pour exposer dans le cadre de l’exposition Ukiyo-E,,.
Ses travaux ont également été exposés à Kyoto, Milan, New York, Paris.

## Publications

### Albums de bande dessinée
- Koryu d’Edo[18], Glénat, coll. « Carrément BD », Grenoble, 18 novembre 2009
Scénario, dessin et couleurs : Dimitri Piot -  (ISBN 978-2-7234-6224-2)
- Salaryman, La Crypte tonique, 2017[19],[7],[6].

### Collectifs
- Vivre[20] ?, Centre de prévention du suicide, 2010
Scénario : collectif - Dessin : collectif dont Dimitri Piot - Couleurs : quadrichromie,Participation : Éclosion. Album né de l'initiative du Centre de Prévention du Suicide à l'occasion de ses 40 ans. Dépôt légal : D/2010/12.301/1.
- The Rolling Stones en bandes dessinées, Petit à petit, coll. « Légendes en BD », Paris, avril 2010
Scénario : collectif - Dessin : collectif dont Dimitri Piot - Couleurs : quadrichromie -  (ISBN 978-2-84949-200-0),Réédition en 2017[21] avec un autre visuel de couverture  (ISBN 9791095670384).
- Participation à : Marie Moinard et collectif, En chemin elle rencontre... Les artistes se mobilisent pour le respect des droits des femmes, Des ronds dans l'O / Amnesty International, février 2011, 96 p. (ISBN 978-2-917237-15-1)

## Expositions individuelles
- 2009 : Koryu d’Edo, MOOF, Bruxelles, décembre-mars 2010[22]
- 2016-2017 : Participation à l'exposition Ukiyo-E, Musées royaux d’art et d’histoire, Bruxelles, octobre-mars[23]
- 2018 : Des corps de cirque, cirque Phénix, Paris, février[24].